# He Zhuoqiang
He Zhuoqiang (何灼强S; Nanhai, 12 gennaio 1967) è un ex sollevatore cinese, medagliato olimpico e mondiale che ha gareggiato nella categoria dei pesi mosca (fino a 52 kg).

## Carriera
Nel 1986 ha vinto la medaglia d'oro ai Giochi asiatici di Seul; lo stesso anno si laureò campione del mondo junior a Donaueschingen con 252,5 kg. nel totale e fu convocato anche ai Campionati mondiali di Sofia, dove si piazzò secondo nella prova di strappo ma terminò al quarto posto, fuori dal podio, nel totale.
Ai campionati mondiali del 1987 a Ostrava ha vinto la medaglia d'argento, alle spalle del bulgaro Sevdalin Marinov.
He Zhuoqiang ha partecipato alle Olimpiadi di Seul 1988, vincendo la medaglia di bronzo dietro al bulgaro Sevdalin Marinov e al sudcoreano Chun Byung-kwan.
L'anno successivo ha vinto un'altra medaglia d'argento ai campionati mondiali di Atene, giungendo secondo nel totale alle spalle del bulgaro Ivan Ivanov.
L'ultimo suo grande risultato in competizioni internazionali lo ha realizzato vincendo la medaglia d'oro ai Giochi Asiatici di Pechino nel 1990.
Nel corso della sua carriera He Zhuoqiang ha realizzato otto record mondiali: cinque nello strappo, uno nello slancio e due nel totale.